# Sofie Busch
Sofie Busch (* 1965 in Hamburg) ist eine deutsche Malerin.

## Leben
Sofie Busch studierte Illustration an der Fachhochschule für Gestaltung in Hamburg (Abschluss 1996) und arbeitet seitdem als freischaffende Künstlerin.
Seit 1999 ist sie außerdem Kursleiterin für Ölmalerei in der Erwachsenenbildung tätig. Sofie Busch hat zwei Kinder (* 1996 und * 2007) und lebt in Hamburg. Sie ist eine Enkelin des Illustrators Wilhelm M. Busch und seiner Frau Brigitte Borchert.

## Werk
Die Arbeiten von Sofie Busch sind von reduktiver Klarheit und Intensität.
In den ersten zwei Dekaden ihrer künstlerischen Laufbahn lag der Arbeitsschwerpunkt von Sofie Busch auf Stillleben, Porträts und Landschaften. Für Aufträge im Bereich Porträt und Landschaft arbeitet die Künstlerin nach wie vor figurativ.
In ihrer freien Arbeit entwickelt Sofie Busch seit 2013 formale Bildgestaltungen in klaren Farben und Formen. Geometrische Konstruktionen stehen gleichberechtigt neben aus der Hand entstandenen Flächen, wobei Einfachheit und Kraft der Komposition im Vordergrund stehen. In den Titeln der Arbeiten werden die assoziierten Themen angedeutet und umspielt. Hierbei geht es um allgemeine Erfahrungen der menschlichen Existenz, die aber bedeutungsoffen gehalten werden.

## Ausstellungen
- 1997: „Kunsttreppe“, Hamburg (E)
- 1998: Galerie Vieleers, Amsterdam (G)
- 1998: Galerie Blankenese, Hamburg (G)
- 1998: Kunstkontor, Hamburg (G)
- 1999: „80 Jahre Klappholttal“, Sylt (G)
- 1999: „Forum für junge Kunst“ der Vereins- und Westbank, Hamburg-Harburg (E)
- 2000: Kunstraum Farmsen, Hamburg (E)
- 2001: Galerie Kunststück, Hamburg (G)
- 2001: „Kupfer für St. Jacobi“, Hamburg (G)
- 2002: „Du und Deine Welt Art“, Hamburg (G)
- 2002: Erotic Art Museum, Hamburg (G)
- 2003: „Art und Weise 2003“, Villa Musenkuss, Geltorf (G)
- 2003: „Mein Großvater und ich“, Klappholttal auf Sylt (E)
- 2003: „Kunstort Klärwerk“, Hannover (E)
- 2004: Ausstellung des Hamburger Landesfrauenrates im Hamburger Rathaus (G)
- 2005: „reduce to the max“, Kanzlei msbh, Hamburg
- 2006: „Hanseart“ Künstlermesse, Hamburg (G)
- 2006: „Kunst auf der Anscharhöhe“, Hamburg (E)
- 2007: Ausstellung von Stillleben und Landschaften in der „Akademie am Meer“, Klappholttal, Sylt (E)
- 2009: „Zwei Generationen – ein Name“ Ausstellung in der „Galerie im Elysée“, Hamburg (E) (zusammen mit Zeichnungen von Wilhelm M. Busch)
- 2010: „Landschaften und Stillleben“, Akademie am Meer, Klappholttal auf Sylt
- 2011: „Architektur des Lebens“ Ausstellung im Torhaus Wellingsbüttel, Hamburg
- 2013: Ausstellung in der „Fabrik der Künste“ mit Sven Wohlgemuth, Gabi Kruk und Peter Reitberger
- 2014: „Neue Bilder“ in der „Akademie am Meer“, Klappholttal auf Sylt
- 2020: „Zeit genug“, in der Galerie M6, Hamburg (E)

Einzelausstellungen (E) und Ausstellungsbeteiligungen (G)

## Veröffentlichungen
- Katalog „Stillleben“ von Sofie Busch, 64 Seiten, durchgehend farbig bebildert, 2014